# Bilo je nekoč ... v Hollywoodu
Bilo je nekoč ... v Hollywoodu (angleško Once Upon a Time in Hollywood) je ameriško-britanski komično-dramski film iz leta 2019, ki ga je režiral in zanj napisal scenarij Quentin Tarantino. Producirale so ga družbe Columbia Pictures, Bona Film Group, Heyday Films in Visiona Romantica, distribuirala pa družba Sony Pictures Releasing. V glavnih vlogah nastopa večje število igralcev, najvidnejše vloge pa odigrajo Leonardo DiCaprio, Brad Pitt in Margot Robbie. Dogajanje je postavljeno v Los Angeles leta 1969 ter sledi igralcu in njegovem dvojniku kaskaderju, ki se spopadata s spremembami v filmski industriji. Vsebuje »množico podzgodb, kot v moderni pravljici, in je poklon zlatim letom Hollywooda«.
Film je bil prvič napovedan julija 2017 in je prvi Tarantinov film brez Boba in Harveyja Weinsteina zaradi spolnega škandala, v katerega je vpleten slednji. Po bitki med studii je distribucijske pravice pridobil Sony Pictures, ki je Tarantinu dal tudi pravico zadnjega reza. Pitt, DiCaprio, Robbie, Zoë Bell, Kurt Russell in ostali igralci so bili izbrani med januarjem in junijem 2018, glavno snemanje pa je potekalo med junijem in novembrom okoli Los Angelesa. Premierno je bil prikazan 21. maja 2019 na Filmskem festivalu v Cannesu, v ameriških kinematografih 26. julija, v britanskih pa 14. avgusta. Finančno je bil uspešen z več kot 374 milijoni USD prihodkov po svetu. Kritiki so pohvalili Tarantinov scenarij in režijo, igro, fotografijo, kostumografijo, scenografijo in glasbo, nekateri pa so kritizirali počasen tempo in dolžino filma. Skupno je prejel 50 filmskih nagrad in 201 nominacijo. Na 92. podelitvi je bil nominiran za oskarja v desetih kategorijah, tudi za najboljši film, nagrajen pa je bil za najboljšega stranskega igralca (Pitt) in scenografijo. Nominiran je bil tudi za deset nagrad BAFTA, od katerih je prejel nagrado za najboljšega stranskega igralca (Pitt), in pet zlatih globusov, od katerih je prejel nagrade za najboljši glasbeni ali komični film, scenarij in stranskega igralca (Pitt).

## Vloge
- Leonardo DiCaprio kot Rick Dalton
- Brad Pitt kot Cliff Booth
- Margot Robbie kot Sharon Tate
- Emile Hirsch kot Jay Sebring
- Margaret Qualley kot »Pussycat«
- Timothy Olyphant kot James Stacy
- Julia Butters kot Trudi Fraser
- Austin Butler kot »Tex«
- Dakota Fanning kot »Squeaky«
- Bruce Dern kot George Spahn
- Mike Moh kot Bruce Lee
- Luke Perry kot Wayne Maunder
- Damian Lewis kot Steve McQueen
- Al Pacino kot Marvin Schwarz
- Nicholas Hammond kot Sam Wanamaker
- Samantha Robinson kot Abigail Folger
- Rafał Zawierucha kot Roman Polanski
- Lorenza Izzo kot Francesca Capucci
- Costa Ronin kot Wojciech Frykowski
- Damon Herriman kot Charlie
- Lena Dunham kot »Gypsy«
- Madisen Beaty kot »Katie«
- Mikey Madison kot »Sadie«
- James Landry Hébert kot »Clem«
- Maya Hawke kot »Flower Child«
- Victoria Pedretti kot »Lulu«
- Sydney Sweeney kot »Snake«
- Harley Quinn Smith kot »Froggie«
- Dallas Jay Hunter kot »Delilah«
- Kansas Bowling kot »Blue«
- Parker Love Bowling kot »Tadpole«
- Cassidy Vick Hice kot »Sundance«
- Ruby Rose Skotchdopole kot «Butterfly
- Danielle Harris kot »Angel«
- Josephine Valentina Clark kot »Happy Cappy«
- Scoot McNairy kot »Business« Bob Gilbert
- Clifton Collins Jr. kot Ernesto »The Mexican« Vaquero
- Marco Rodríguez kot barman
- Ramón Franco kot pirat
- Raul Cardona kot »Bad Guy« Delgado
- Courtney Hoffman kot Rebekka
- Dreama Walker kot Connie Stevens
- Rachel Redleaf kot Mama Cass
- Rebecca Rittenhouse kot Michelle Phillips
- Rumer Willis kot Joanna Pettet
- Spencer Garrett kot Allen Kincade
- Clu Gulager kot lastnik knjigarne
- Martin Kove kot šerif
- Rebecca Gayheart kot Billie Booth
- Kurt Russell kot Randy Miller in pripovedovalec
- Zoë Bell kot Janet Miller
- Michael Madsen kot šerif Hackett
- Perla Haney-Jardine kot hipi
- James Remar kot »Ugly Owl« Hoot
- Monica Staggs kot Connie
- Omar Doom kot Donnie
- Kate Berlant kot prodajalec vstopnic
- Brenda Vaccaro kot Mary Alice Schwarz
- Daniella Pick kot Daphna Ben-Cobo
- Tom Hartig kot Bill »Sweet William« Fritsch
- David Steen kot Straight Satan David
- Corey Burton kot napovedovalec